# Liptovský Trnovec
Liptovský Trnovec é um município da Eslováquia, situado no distrito de Liptovský Mikuláš, na região de Žilina. Tem 27,45 km² de área e sua população em 2018 foi estimada em 553 habitantes.

## Demografia
| Ano:        | 1994 | 2004   | 2014   | 2024    |
| ----------- | ---- | ------ | ------ | ------- |
| Broj ljudi: | 545  | 541    | 555    | 633     |
| Razlika:    |      | -0,73% | +2,58% | +14,05% |

| Ano:               | 2023 | 2024   |
| ------------------ | ---- | ------ |
| Número de pessoas: | 616  | 633    |
| Diferença:         |      | +2,75% |